# Lilian Mercedes Letona
Lilian Mercedes Letona, coneguda pel nom de guerra «Comandante Clelia», (Turín, 24 de setembre de 1954 - El Salvador, 1 d'agost de 1983) va ser una política i guerrillera comunista salvadorenca, membre del Front Farabundo Martí per a l'Alliberament Nacional (FMAN), que va participar en la Guerra Civil del Salvador.

## Trajectòria
Nascuda l'any 1954 a Turín, població situada al departament d'Ahuachapán, va ser filla d'un mestre d'escola i d'una petita comerciant. Llicenciada en pintura l'any 1972, va formar part del moviment estudiantil abans d'incorporar-se a l'Exèrcit Revolucionari del Poble (ERP), alhora que va promoure-hi la incorporació de la seva germana Mercedes del Carmen Letona («Comandante Luisa»), que més tard esdevindria responsable de Ràdio Venceremos.

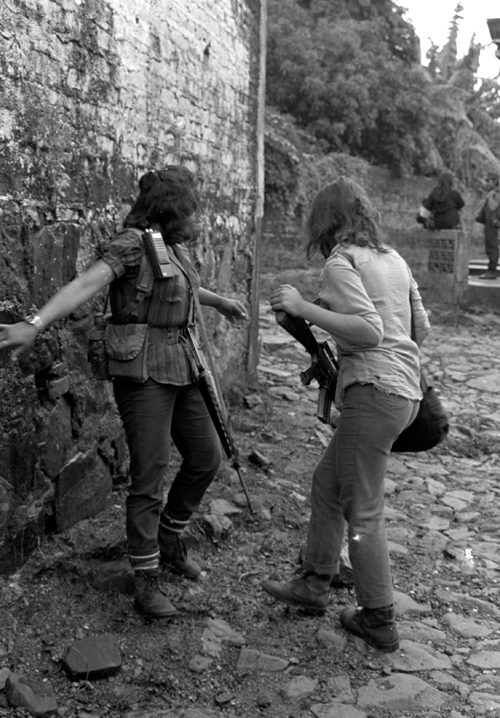
Combatents de l'ERP a Perquín (1990)

Des de 1973, va incorporar nombrosos treballadors de la fàbrica Cinturón Obrero de San Salvador, a la unitat de treball secret de l'ERP. Es va unir a la guerrilla urbana i va participar en accions armades i de propaganda revolucionària. El gener de 1974, als 19 anys, va passar a la clandestinitat per evitar persecucions i es va unir a la lluita armada, de forma que va participar en la construcció del Partit de la Revolució Salvadorenca (PRS-ERP), un dels subjectes fundadors de l'FMLN, convertint-se així en membre del seu comitè central el 1977. Com a membre d'aquest, va ser responsable del partit i va participar en la preparació de l'ofensiva general de 1981 al voltant de la ciutat de San Salvador, fins que va ser capturada l'11 de febrer de 1974.
Durant 22 dies, va romandre en condició de «desapareguda» en una presó clandestina de la Policia Nacional salvadorenca, on va ser trobada per la Creu Roja Internacional i traslladada a la presó de dones d'Ilopango. El juny de 1983 va ser alliberada per una amnistia decretada pel govern d'Álvaro Magaña. Després d'això, es va incorporar al front militar del nord-est Francisco Sánchez de l'FMLN. Dos mesos després va morir en combat.

## A la cultura popular
- Una cançó de 1985 del cantant salvadorenc Eduardo Cutumay Camones va ser anomenada «Comandante Clelia» i forma part de l'àlbum Por Eso Luchamos.[5]
- La pel·lícula documental de 1984 Commander Clelia: Political Prisoner[6] es basa en entrevistes a 5 dones, inclosa Lilian Letona, reclosa a la presó de dones d'Ilopango.[7]
- Una cançó de 1992 del grup italià Banda Bassotti va ser anomenada «Figli della stessa rabbia», que forma part de l'àlbum homònim,[8] i en la qual la comandant Clelia apareix citada juntament amb altres revolucionaris.[9]